# Restkreis Merzig-Wadern
Der Restkreis Merzig-Wadern (amtlich: „Kreis Merzig-Wadern (Rest)“) war jener Teil des Landkreises Merzig, der nach der Abtrennung des Saargebiets 1920 aufgrund der Bestimmungen des Friedensvertrags von Versailles beim Deutschen Reich verblieb. Der abgetrennte, beim Regierungsbezirk Trier der preußischen Rheinprovinz verbleibende „Restkreis“ hatte seinen Sitz in Wadern.
Die Orte und Gemeinden im Restkreis liegen unmittelbar am Schwarzwälder Hochwald.

## Geschichte
Nach der Rückgliederung des Saargebiets in das Deutsche Reich am 1. März 1935 wurden die alten territorialen Verhältnisse nicht wiederhergestellt. Das Saarland, so lautete jetzt die amtliche Bezeichnung des Gebiets, kam unter unmittelbare Reichsverwaltung; so blieben Stammkreis und Restkreis auch weiterhin administrativ getrennt.
Am 1. Mai 1945 wurden auf Anordnung der französischen Militärregierung die neun Gemeinden der Amtsbürgermeisterei Nonnweiler aus dem Landkreis Trier in den nunmehr als Kreis Wadern bezeichneten Restkreis umgegliedert.
Am 18. Juli 1946 wurde der Kreis Wadern aus der französischen Besatzungszone bzw. der Provinz Rheinland-Hessen-Nassau ausgegliedert und in das am 16. Februar 1946 abgetrennte Saarland überführt.
Am 1. Oktober 1946 wurden die neun Gemeinden der Amtsbürgermeisterei Nonnweiler aus dem Kreis Wadern in den Kreis St. Wendel umgegliedert. Gleichzeitig wurde der verbleibende Rest des Kreises Wadern mit dem Kreis Merzig zu einem neuen Kreis Merzig-Wadern mit der Kreisstadt Merzig zusammengeschlossen. Weiterhin wurden die Gemeinden Büschdorf, Nohn, Tünsdorf und Wehingen-Bethingen aus dem Kreis Saarburg in den Kreis Merzig-Wadern umgegliedert.

## Einwohnerentwicklung
| Jahr | Einwohner |
| ---- | --------- |
| 1925 | 25.283    |
| 1933 | 26.353    |
| 1939 | 25.442    |

## Landräte
- 1920–194500Friedrich von Spee
- 1945–194600Josef Jost-Haas

## Gemeinden
Die Gemeinden des Restkreises Merzig-Wadern (Stand 1939):
| - Bardenbach - Bergen - Britten - Büschfeld - Dagstuhl - Gehweiler - Hausbach - Konfeld - Krettnich - Lockweiler - Losheim - Michelbach | - Mitlosheim - Morscholz - Münchweiler - Niederlöstern - Niederlosheim - Noswendel - Nunkirchen - Oberlöstern - Oppen - Rappweiler - Rimlingen - Rissenthal | - Scheiden - Steinberg - Thailen - Wadern - Wadrill - Wahlen - Waldhölzbach - Wedern - Weierweiler - Weiskirchen |

Vor 1939 kam es im Restkreis zu zwei Gemeindefusionen:
- Obermorscholz und Untermorscholz wurden am 1. Oktober 1937 zur Gemeinde Morscholz zusammengeschlossen.
- Oberthailen und Unterthailen wurden in den 1930er Jahren zur Gemeinde Thailen zusammengeschlossen.

Die folgenden neun Gemeinden der Amtsbürgermeisterei Nonnweiler gehörten von Mai 1945 bis Oktober 1946 zum Kreis:
| - Bierfeld - Braunshausen - Buweiler-Rathen | - Kastel - Kostenbach - Nonnweiler | - Otzenhausen - Primstal - Sitzerath |